# Grande Île, Strasbourg
Grande Île (tysk: Große Insel; dansk: Store Ø) er en ø i den franske by Strasbourgs historiske bykerne. Øen er omkranset af hovedåren for Ill-floden på den ene side og Canal du Faux-Rempart, en kanaliseret gren af samme flod. Grande Île blev indskrevet på UNESCO's Verdensarvsliste i 1988, og International Council on Monuments and Sites (ICOMOS) udtalte, at Grande Île er "et gammelt kvarter, der eksemplificerer en middeladerby". Strasbourg er den første by til at få hele sin bykerne indskrevet på Verdensarvslisten.
Grande Île er nogle gange omtalt som "ellipse insulaire" på grund af dens form. Øen måler omtrent 1,25 kilometer og 0,75 kilometer på sit henholdsvis længste og smalleste sted. På øens midte er Place Kléber, byens centrale plads, beliggende. Umiddelbart syd herfor ligger Strasbourgs Katedral, verdens fjerdehøjeste kirke og et ornamenteret eksempel på gotisk arkitektur fra det 15. århundrede. Udover Notre-damekatedralen er Grande Île også hjemsted for fire andre århundredegamle kirker: Saint Thomas, Saint Pierre-le-Vieux, Saint Pierre-le-Jeune and Saint Étienne. Kvarteret Petite France ligger på øens vestlige ende, og det var tidligere hjemsted for byens garvere, møllere og fiskere. Kvarteret er nu blandt de mest besøgte turistattraktioner i Strasbourg. På øen er også det tidligere fluviale toldhus, Ancienne Douane, beliggende.
Idet Grande Île er Strasbourgs historiske bykerne og sæde for den lokale, sekulære magt, huser øen også de mest imponerende hôtels particuliers og paladser, blandt andre Palais Rohan, Hôtel de Hanau, Hôtel des Deux-Ponts, Hôtel de Klinglin og Palais épiscopal de Strasbourg (sæde for det katolske ærkebispedømme i Strasbourg).
For at markere Grande Îles status som verdenskulturarv, er der opsat 22 bronzeplader på de broer, som forbinder øen med fastlandet.